# Конституционный суд Армении

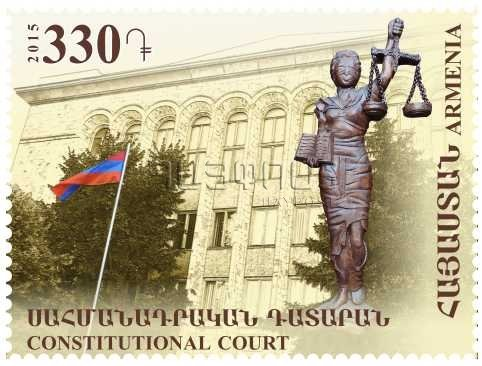
20 лет Конституционному суду Республики Армения. Почта Армении, 2015

Конституционный суд Республики Армения (арм. Հայաստանի Հանրապետության Սահմանադրական դատարան) — орган конституционного контроля Республики Армения. Основан в 1996 году. Состоит из 9 членов.

## История
В 2000 году Армения была оценена многими международными ассоциациями по защите прав человека, как состоявшееся государство с идеально отработанной системой КС. Суд активно действовал в многочисленных интересах собственных граждан, неоднократно он доказывал полноправность своего членства в европейских ассоциациях. Суд РА разработал специализированную комплексную программу, которая проводит сравнительный анализ международных, официальных документов. В данную программу вошло более 1,5 тыс. различных документов, которые были приняты ООН и другими международными европейскими институтами. Причем, программа содержит в себе две версии документов — одна на русском, другая на английском языке.
Также КС разработал систему выпуска части учебников по различным правовым вопросам, специально для общеобразовательных школ. Кроме всего, будут разработаны специализированные методические пособники для учителей и студентов. Опубликована книга «конституционный контроль» одним из судей КС Г. Арутюняном.
КС своей основной целью ставить правильное соблюдение всех установленных конституционных норм, а также международных положений, которые связаны с защитой интересов, прав и свобод граждан. Развитие данного суда идет весьма интенсивно именно благодаря членству в различных международных организациях. Суд рассматривает всевозможные дела, касающиеся нарушений конституционного права, а также нарушения прав, свобод личности. Толкование Конституции производится различными методами, но акцент ставится на правовом воспитании молодежи.

## Председатели
- Грайр Товмасян
- Арман Диланян